# Giovanni Boldini
Giovanni Boldini (ur. 31 grudnia 1842 w Ferrarze, zm. 11 stycznia 1931 w Paryżu) – włoski malarz portrecista.
Pierwsze nauki pobierał w Ferrarze, a następnie we Florencji. Tam związał się z grupą macchiaioli do której należeli m.in. Fattori i Signorini oraz został bywalcem kawiarni Michelagelo w której wykonał pierwsze swoje portrety. W 1867 roku wyjechał do Paryża oraz do Londynu, gdzie studiował twórczość Thomasa Gainsborough i innych angielskich portrecistów XVII wiecznych. W 1871 roku ponownie powrócił do Paryża, gdzie rozpoczął swoją karierę malarza. Malował głównie portrety kobiet, swobodną techniką malarską.

## Prace malarza
- Portret lady Colin Campbell
- Portret mężczyzny w kościele
- Portret Rity de Acosta Lydig
- Portret Liny Cavalieri
- Portret Willego,
- Portret Anity De La Feria, hiszpańskiej tancerki
- Portret markizy Luisy Casati
- Portret lady Phillips
- Portret madame Errazuriz
- Portret księżnej Marthe Bibesco
- Portret lady Bilitis z dwoma pekińczykami
- Czarna saszetka
- Portret Mrs. Johnston
- Portret mademoiselle de Gillespie, La Dame de Biarritz
- Portret Donny Florio
- Portret księżnej Zichy
- Portret Giovinetty Errazurizy
- Portret Consuelo Vanderbilt, księżnej Marlborough z synem, Lord Ivor Spencer-Churchill
- Panny Muriel i Vanderbilt
- Wnętrze pracowni artysty z portretem Giovinetty Errazurizy
- Portret młodego Subercaseuse’a
- Madame Hugo z synem
- Portret markizy Luisy Casati
- Studio portretu markizy Luisy Casati
- Portret Roberta de Montesquiou - 1897, olej na płótnie 160 × 82 cm, Musée d’Orsay
- Portret ego
- Promenada w Bois
- Portret Edgara Degas
- Portret J. A. M. Whistlera
- Autoportret
- Plac Pigalle
- Koneser
- Ploteczki
- Dostarczenie depeszy
- Ogród kuchenny
- Wypoczynek w atelier
- Hiszpańska tancerka

## Galeria

Dzieła Giovanniego Boldiniego
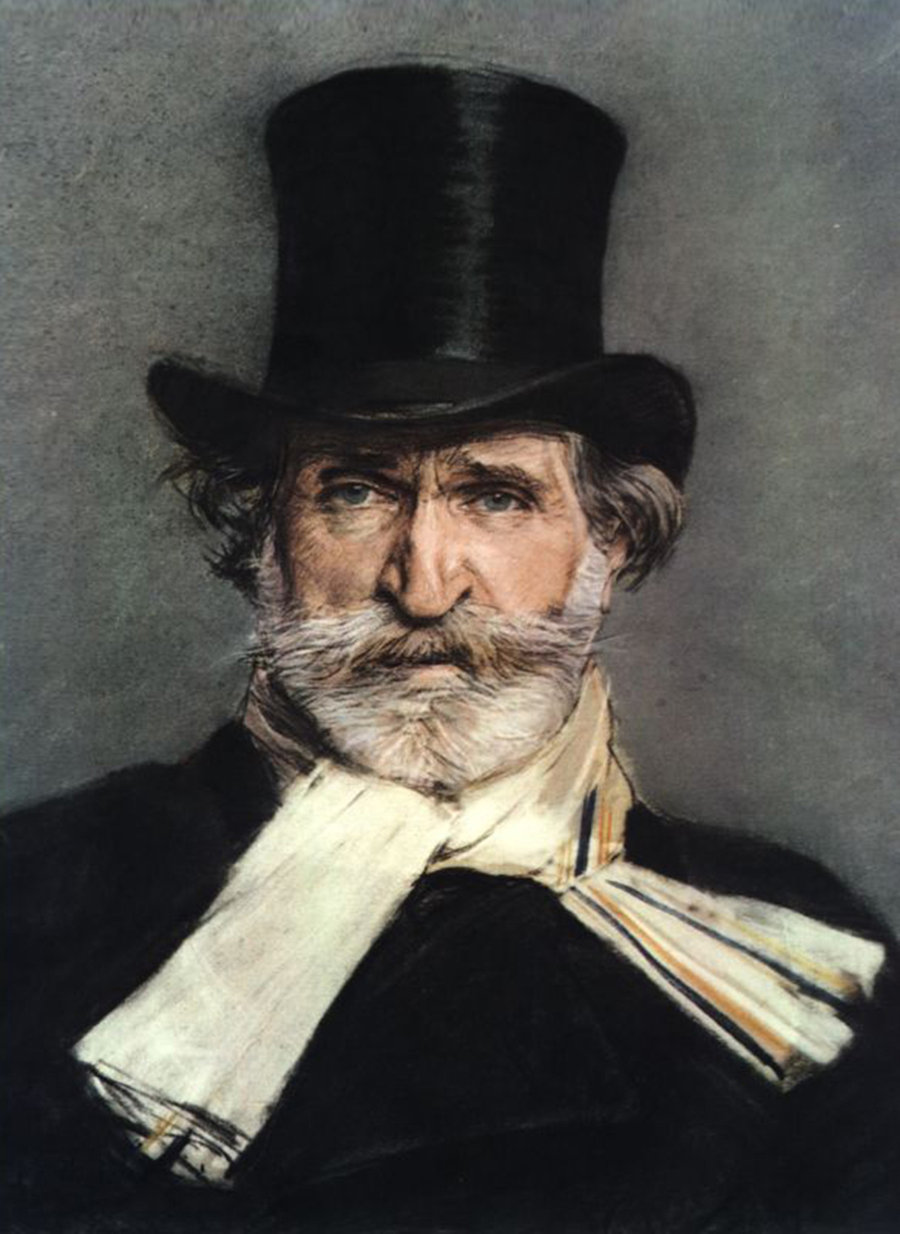
Portret Giuseppe Verdiego (1886), National Gallery of Modern Art, Rzym
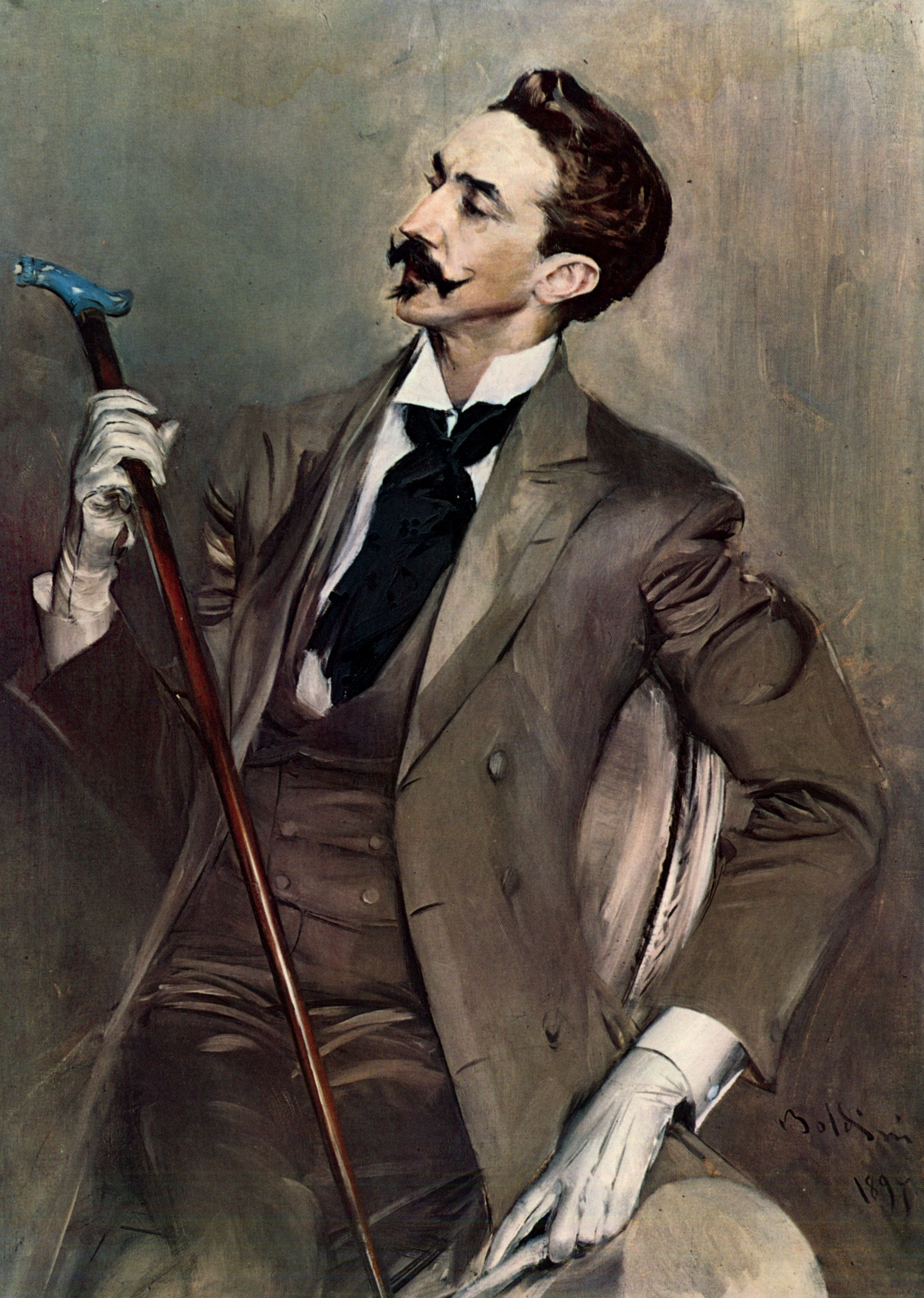
Portret Roberta de Montesquiou (1897)
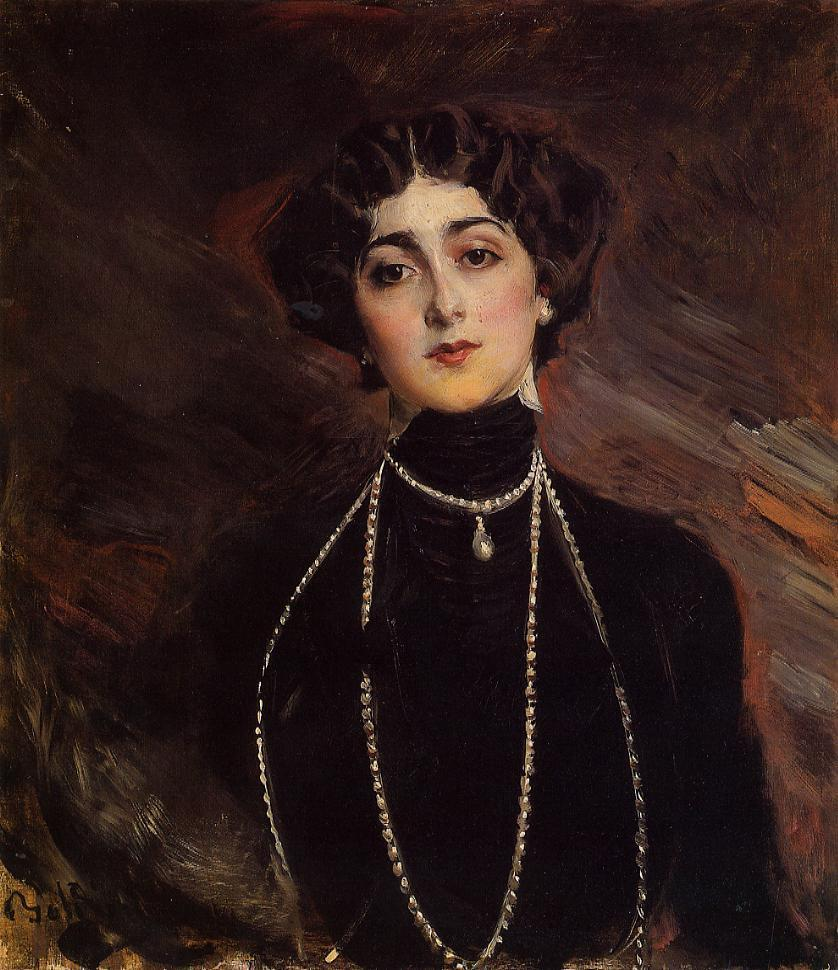
Portret śpiewaczki operowej Liny Cavalieri (1901)
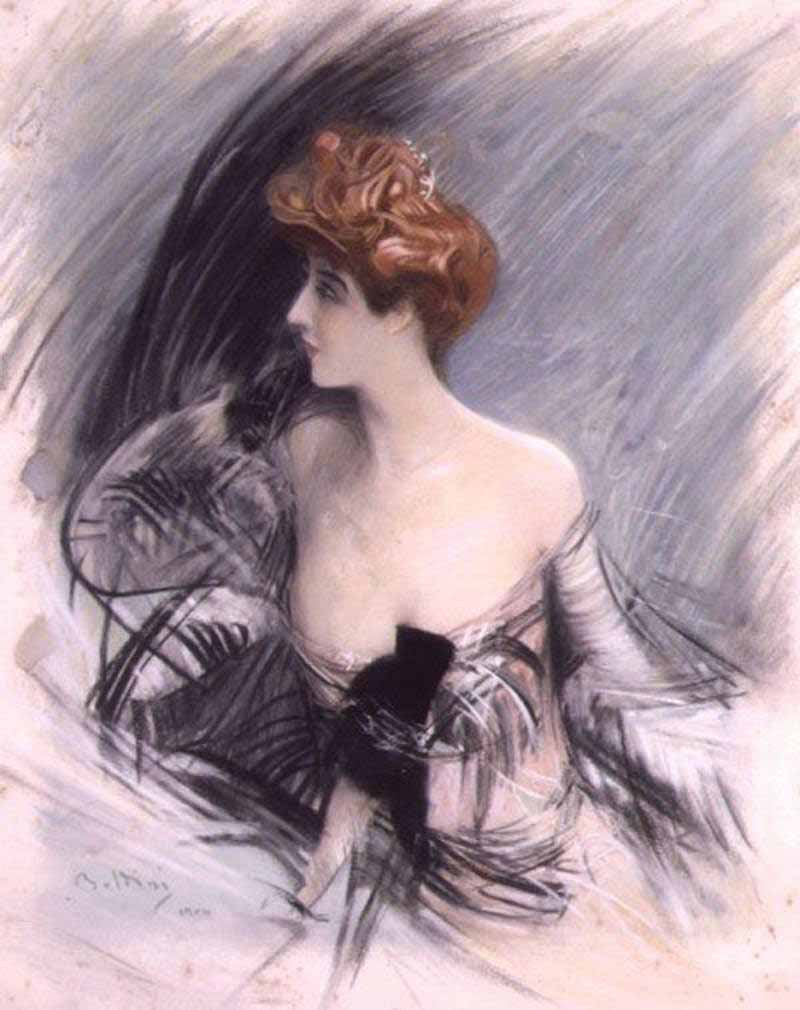
Portret Sarah Bernhardt (1904)
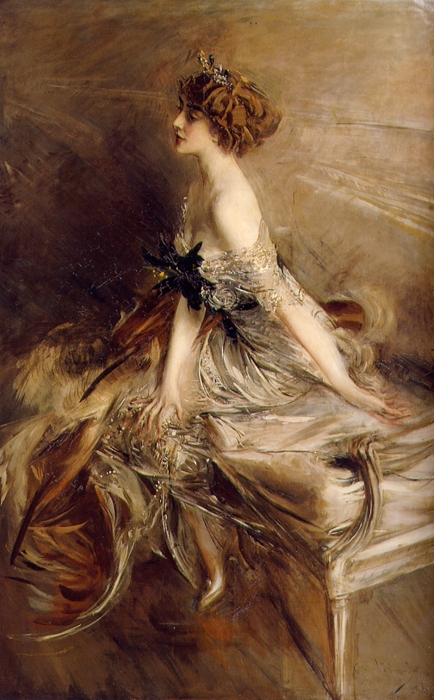
Portret księżnej Marthe-Lucile Bibesco, olej na płótnie (1911)
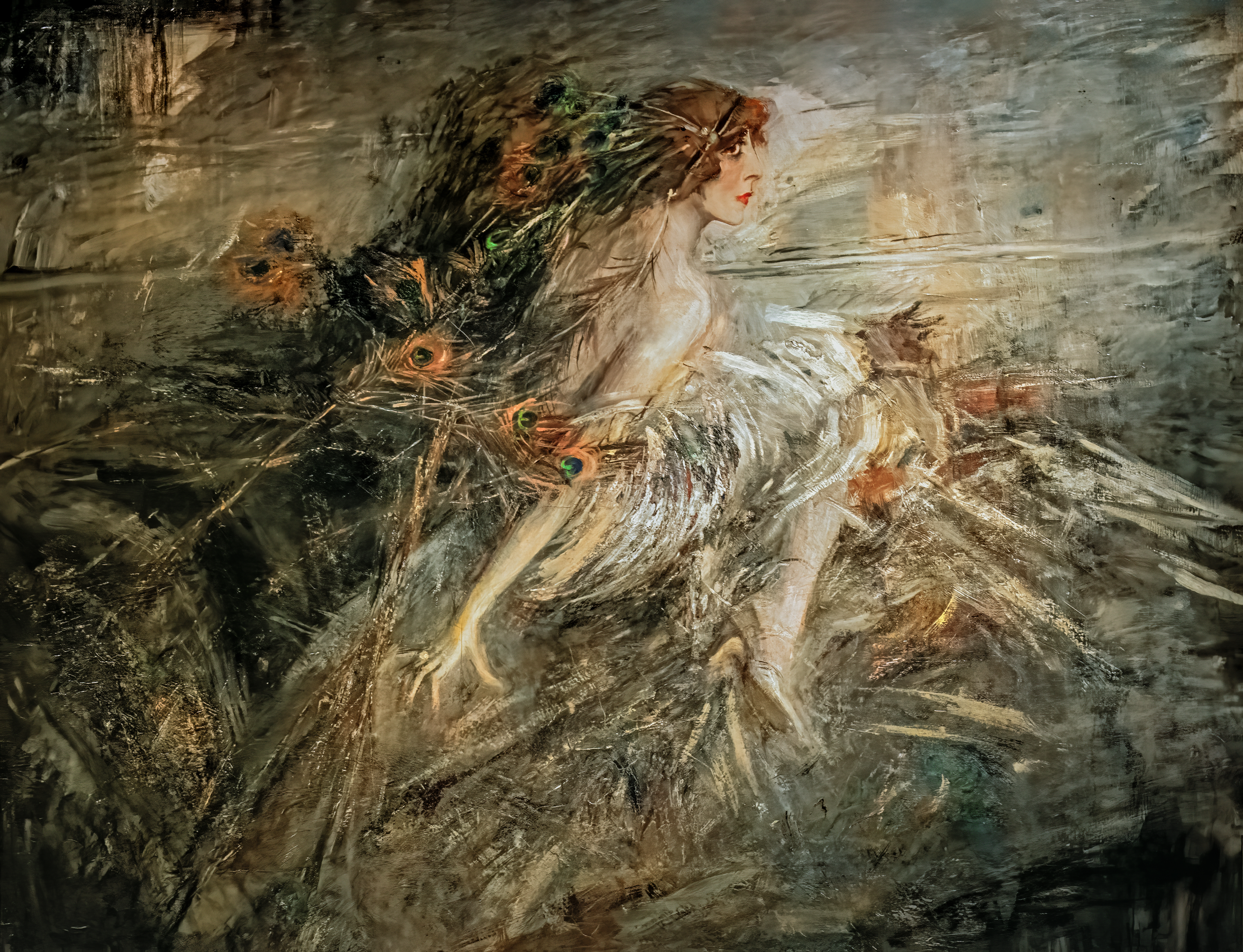
Portret markizy Casati (1914), Narodowa Galeria Sztuki Nowoczesnej i Współczesnej w Rzymie